# Pelyněk brotan
Pelyněk brotan (Artemisia abrotanum) je vytrvalý polokeř z čeledi hvězdnicovité. Lidově se jí říká boží dřevec.

## Popis a původ
Pochází ze Středozemí a je pravděpodobně jen kulturní formou druhu Artemisia paniculata, který je domovem v pásmu od jihovýchodní Evropy do přední Asie. Dnes roste planě i v Itálii a Španělsku. Jako okrasná, kořeninová i léčivá rostlina je často pěstován v zahrádkách. Protože je značně teplomilnou rostlinou, vykvétá ve střední Evropě až pozdě na podzim a obvykle nepřináší klíčivá semena.

## Pěstování
Množíme dělením starších trsů. Brotan vyžaduje slunné chráněné polohy s propustnou půdou. Sázíme ho do řádků do sponu 50×50 cm a rostliny často seřezáváme, aby trsy rozkošatěly. V období zimního odpočinku odřezáváme staré větve, na jaře vyraší nové, dobře olistěné.

## Obsahové látky a jedovatost
Pelyněk brotan obsahuje celé spektrum hořčin, které po požití způsobí zvýšenou produkci žluči a tím zlepšují trávení. Silice obsahuje neurotoxický monoterpen thujon, který může po požití velkého množství (zejména čerstvé) rostliny způsobit otravu charakterizovanou vybuzením nervové soustavy a křečemi. Jelikož je thujon nerozpustný ve vodě, odvar z rostliny používaný na podporu trávení a při střevních obtížích je bezpečný, může však díky obsahu laktonu artemisininu působit jako abortivum (způsobit potrat), proto nesmí být užit v těhotenství.

## Použití

### V kuchyni
Kořením jsou čerstvé nebo sušené mladé aromatické listy, které voní po citrónu a jsou jako listy všech druhů tohoto druhu hořké. Používají se jen v malém množství ke kořenění tučného vepřového a skopového masa, pečené husy a kachny, ale také k ochucení koláčů, tvarohu, majonéz a salátů.

### V léčitelství
Pelyněk brotan se těšil velké oblibě u středověkých bylinářů. Backensův herbář konstatuje, že „tato bylina spálena a popel rozetřen s olejem, obnovuje růst vlasů u člověka, který jich postrádá“ a Hortus sanitatis dodává, že „kouř z této rostliny dobře voní a vyhání hady z domu“. V lidovém léčitelství se ho dosud používá k podpoře trávení a proti střevním parazitům.

## Zajímavosti
- Pelyněk získal své rodové vědecké jméno po starořecké bohyni lovu a Měsíce Artemis.
- Francouzi vkládají části rostlin do šatníků a jsou přesvědčeni, že chrání šaty proti molům a jinému hmyzu.